# 633326 Allashapovalova
633326 Allashapovalova è un asteroide della fascia principale. Scoperto nel 2009, presenta un'orbita caratterizzata da un semiasse maggiore pari a 2,762981 UA e da un'eccentricità di 0,249655, inclinata di 9,654876° rispetto all'eclittica.
Alla Shapovalova è stata un’astronoma russa, specialista in fotometria e spettroscopia delle galassie. Fu una delle iniziatrici di un progetto internazionale per il monitoraggio delle galassie attive, e contribuì anche alla creazione di un gruppo di astronomi serbi dedicati allo stesso tema, che ha guidato per molti anni.